# Гоентаннен
Гоентаннен (нім. Hohentannen) — громада  в Швейцарії в кантоні Тургау, округ Вайнфельден.

## Географія
Громада розташована на відстані близько 150 км на північний схід від Берна, 26 км на схід від Фрауенфельда.
Гоентаннен має площу 8 км², з яких на 9% дозволяється будівництво (житлове та будівництво доріг), 73,1% використовуються в сільськогосподарських цілях, 16,6% зайнято лісами, 1,3% не є продуктивними (річки, льодовики або гори).

## Демографія
2019 року в громаді мешкало 584 особи (-3,9% порівняно з 2010 роком), іноземців було 7,4%. Густота населення становила 73 осіб/км².
За віковим діапазоном населення розподілялося таким чином: 21,2% — особи молодші 20 років, 67,6% — особи у віці 20—64 років, 11,1% — особи у віці 65 років та старші. Було 233 помешкань (у середньому 2,5 особи в помешканні).
Із загальної кількості 245 працюючих 104 було зайнятих в первинному секторі, 97 — в обробній промисловості, 44 — в галузі послуг.